# Бриссо, Жак-Пьер
Жак-Пьер Бриссо́ (фр. Jacques-Pierre Brissot de Warville, в некоторых источниках Жан-Пьер; 15 января 1754, Шартр — 31 октября 1793, Париж), прозванный по деревне, в которой он воспитывался, Варвилльским, — французский политик, жирондист, один из видных деятелей Французской революции. Потерпел поражение в борьбе с монтаньярами и был казнён.

## Биография
Был сыном трактирщика. По окончании ученья в Париже, Бриссо поступил на службу к тому же прокурору, у которого занимался Робеспьер, но вскоре променял её на писательскую деятельность, исполненную всяких треволнений и носившую резко оппозиционный характер. Она доставила ему одобрение Вольтера, но навлекла на него преследование властей, так что он принужден был бежать в Лондон. Как здесь, так потом и во Франции, Бриссо отдался пропаганде отмены рабства и торговли невольниками. После возвращения из Англии в 1784 году попадает в Бастилию, однако быстро выходит оттуда и получает место у известного своими либеральными взглядами герцога Орлеанского. Был сторонником и пропагандистом месмеризма, защищая его от нападок академического истеблишмента.
Основанное им самим Общество друзей чернокожих отправило его в 1778 году в Северную Америку. Когда, по возвращении его оттуда, вспыхнула Революция, он всячески содействовал ей при помощи своей весьма популярной газеты «Le patriote français». Продолжавшаяся революция быстро выдвинула его вперед и поставила в центре движения. Избранный в общинные советники Парижа, он стал его представителем в Законодательном собрании, где стал во главе партии, которая иногда по его имени называется бриссотинской, но вообще более известна под именем жирондистов. Падению королевской власти никто не содействовал так энергично, как Бриссо со своими друзьями. Он был горячим приверженцем республики и проповедовал войну против всех «коронованных тиранов», для обращения всей Европы в республику. Осенью 1792 года он объявил:
Мы должны сразу прервать сношения со всеми кабинетами
Последним значительным политическим действием, в котором он принимал участие, было объявление войны Англии и Голландии весной 1793 года. Бриссо быстро разошёлся с якобинцами, а со времени сентябрьских убийств 1792 года этот разрыв стал окончательным.
Наиболее известное высказывание Бриссо, «Собственность — это кража» (La propriété, с 'est le vol) (1780), было впоследствии популяризовано анархистско-социалистическим теоретиком Пьером Жозефом Прудоном.
В суде над королём Бриссо подал голос за смертную казнь, хотя и с апелляцией к народу. Вскоре, однако же, его самого обвинили в соглашении с двором, арестовали в Мулене и привезли в Париж, где, предчувствуя ожидавший его смертный приговор, он написал мемуары под заглавием: «Legs а mes enfants» (были изданы его сыном. 4 т., Париж, 1829—32). 31 октября 1793 года Бриссо был гильотинирован вместе с 20-ю другими жирондистами и погребён на кладбище Мадлен.
До революции Бриссо близко дружил со своим будущим политическим противником Жаном-Полем Маратом. Бриссо считал Марата непризнанным гением, смотрел на него, по словам биографа Марата Манфреда, «снизу верх». Бриссо нападал на французскую академию, не признававшую Марата.